# ولا في النية أبقى (فلم)
ولا في النية أبقى هو فيلم مصري. من بطولة كل من هاني رمزي، أحمد آدم، وفاء عامر وغيرهم. يتناول الفيلم قصة الشاب حسن والذي يهاب ويخاف كل شيء بسبب فقره لا غير.

## ملخص القصة
حسن شاب فقير، يخاف من أي شيء، ويقع في العديد من المشاكل بسبب صديقه المقرب إليه، الذي يسكن في الشقة نفسها، يتعرض لأزمة عنيفة بسبب حبه لفتاة رفضت أسرتها خطبته لها عندما تقدم إليها، يذهب حسن لقضاء سهرة، ينفق فيها كل ما أدخره من أجل الزواج، يتورط فجأة في جريمة قتل، ليس لديه فيها؛ يهرب ثم يصدر ضده حكم بالإعدام، يوكل إلى ضابط البحث عن حسن الذي تخفى في صورة خادمة فلبينية تساعده فاتن في أنى يتخفى حتى تثبت براءته.

## الممثلون
- أحمد آدم
- هاني رمزي
- محمد لطفي
- طلعت زكريا
- وفاء عامر
- محمد أبو داوود
- محمد عبد الجواد
- محمد شرف
- كوثر رمزي